# Gustav Nowak
Gustav Nowak (* 17. August 1846 in Drum/Bezirk Böhmisch-Leipa; † 23. Mai 1921 in Böhmisch-Kamnitz/Bezirk Tetschen) war ein österreichischer Politiker, Heimatforscher und Pharmazeut.

## Leben
Gustav Nowak wurde 1846 in Drum als Sohn eines Brauers geboren. Nach dem Besuch des Augustiner-Gymnasiums in Böhmisch-Leipa studierte Gustav Nowak von 1867 bis 1869 Pharmazie an der Philosophischen Fakultät der deutschen Karlsuniversität in Prag. Während seiner Studienzeit, die er 1869 mit dem Magister der Pharmazie abschloss, war er zunächst Konkneipant der Burschenschaft Carolina zu Prag, verließ diese jedoch und wurde im Wintersemester 1868/69 bei der Burschenschaft Thessalia Prag aktiv.
Seit 1871 Apotheker in Laun/Böhmen und seit 1875 in Böhmisch-Kamnitz, wurde er 1889 Vorsteher des Leitmeritzer Apotheker-Kreisgremiums.
Engagiert auf dem Gebiet des Heimatschutzes und der Heimatkunde war er in zahlreichen deutschen Vereinen und Vereinigungen volkstumspolitisch tätig, so seit 1882 als Obmann der Ortsgruppe Böhmisch-Kamnitz des Deutschen Schulvereins, im Deutschen Turnverein, im Kranken- und Armenwesen und als Mitarbeiter der Mitteilungen des Nordböhmischen Vereines für Heimatforschung und Wanderpflege.
Seine politische Karriere begann 1878 im heimischen Kommunalparlament und ging 1897 bis ins österreichische Nationalparlament, den Reichsrat.
- 1878 bis 1921 – Mitglied der Gemeinde- und Bezirksvertretung sowie des Ortsschulrates von Böhmisch-Kamnitz
- 1881 – Mitglied des Bezirksausschusses
- 1888 – Bezirksobmann
- 1883 bis 1888 – Bürgermeister von Böhmisch-Kamnitz (verdient um die dortige Sparkasse, Mitglied des Ausschusses und der Direktion, seit 1887 als Vorsitzender)
- 1895 bis 1907 – Abgeordneter des Böhmischen Landtags in der Deutschfortschrittlichen Partei für den Bezirk Schluckenau
- 1897 bis 1907 – Reichsratsabgeordneter in der Deutschen Volkspartei für die Landgemeinden Tetschen